# China O'Brien
China O'Brien er en amerikansk film fra 1990 af Robert Clouse.

## Medvirkende
- Cynthia Rothrock som Lori 'China' O'Brien
- Richard Norton som Matt Conroy
- Keith Cooke som Dakota
- Patrick Adamson som Marty Lickner
- David Blackwell som John O'Brien
- Chad Walker som Ross Tyler
- Stanton Davis som Barlow
- Robert Tiller som Owens